# Xavier Vallès
Xavier Vallès Trias (Sabadell, 4 de septiembre de 1979), más conocido como Xavi Vallès, es un exjugador español de waterpolo.

## Biografía
Se formó en las categorías inferiores del Club Natació Sabadell donde jugó desde 1989 hasta la temporada 2003-04.
La temporada 2004-05 se incorpora al CN Atlètic-Barceloneta hasta la temporada 2011-12. La temporada pasada regresa al Club Natació Sabadell y después del Mundial de Barcelona pone punto final a su carrera deportiva.
Ha sido internacional con la selección española de waterpolo en numerosas ocasiones desde 1994.
Tras el Campeonato Mundial de Natación de 2013 disputado en Barcelona se retiró entre lágrimas del waterpolo profesional.

## Clubes
- Club Natació Sabadell ( España) (1989-2004)(2012-2013)
- Club Natació Atlètic Barceloneta ( España) (2004-2012)

## Títulos
Como jugador de club
- 6 Copas del Rey (España) (1997,2006, 2007, 2008, 2009, 2010)
- 7 Ligas de España (2006, 2007, 2008, 2009, 2010, 2011, 2012)
- 10 Supercopas de España (2002, 2004, 2005, 2006, 2007, 2008, 2009, 2010, 2011, 2012,)

Como jugador de la selección española
- Plata en el Campeonato Mundial de Natación de 2009 en Roma
- Bronce en el Campeonato Mundial de Natación de 2007 en Melbourne
- Bronce en el Campeonato Europeo de Natación de 2006 en Budapest
- Plata en la World League de 2012 en Kazastan
- Plata en la World League de 2006 en Atenas
- Plata en la Copa Mundial de Waterpolo de 2010 en Oradea
- Plata en la Copa Mundial de Waterpolo de 2006 en Budapest
- Oro en los Juegos Mediterráneos de 2005 en Almería
- Oro en los Juegos Mediterráneos de 2001 en Túnez
- Plata en los Juegos Mediterráneos de 2009 en Pescara
- Plata en los Juegos Mediterráneos de 2013 en Turquía
- 5 puesto en los Juegos Olímpicos de 2008 en Pekín
- 6 puesto en los Juegos Olímpicos de 2012 en Londres

## Participaciones en Copas del Mundo
- Campeonato Mundial de Natación de 2013 en Barcelona
- Juegos Olímpicos de 2012 en Londres
- Campeonato Mundial de Natación de 2011 en Shanghái
- Copa Mundial de Waterpolo de 2010 en Oradea
- Campeonato Mundial de Natación de 2009 en Roma
- Juegos Olímpicos de 2008 en Pekín
- Campeonato Mundial de Natación de 2007 en Melbourne
- Copa Mundial de Waterpolo de 2006 en Budapest
- Campeonato Mundial de Natación de 2005 en Montreal

## Curiosidades
Xavi Vallès nació el mismo día, en la misma ciudad y con el mismo nombre, pero quince años después que el periodista de TVE Xavi Díaz, el 4 de septiembre en Sabadell.
Xavi Vallès fue el primer jugador en anotar un gol en el estreno de las nuevas Piscinas de Can Llong, rebautizas como Carles Ibars.
Xavi Vallès es el único jugador en la toda la historia de la cantera de waterpolo de Sabadell que ha participado en 2 Juegos Olímpicos.
Xavi Vallès es el único jugador de momento que ha sido 4 veces máximo goleador en las diferentes ediciones de la Copa del Rey.
Resultados más destacados 
Como jugador del Club Natació Sabadell
Temporada 1995-96
- Medalla de Bronce en el Campeonato del Europeo Juvenil de Esslingen.

Temporada 1996-97
- Participación en el Campeonato del Europeo Júnior de Estambul.

Temporada 1996-97
- Quinto en el Campeonato del Mundo Júnior de La Habana.

Temporada 1997-98
- Campeón de la Copa del Rey.
- Medalla de Plata en la Copa Latina de Bari.
- Sexto en el Campeonato del Europeo Júnior de Bratislava.

Temporada 1998-99
- Participación en el Campeonato del Mundo Júnior de Kuwait City.
- Medalla de Oro en la Universiada de Palma de Mallorca.

Temporada 2000-01
- Medalla de Oro en los Juegos del Mediterráneo de Túnez.
- Sexto en el Campeonato de Europa de Budapest.
- Quinto en la Universiada de Pekín.

Temporada 2001-02
- Subcampeón de Liga Nacional de División de Honor.
- Subcampeón de la Copa del Rey y máximo goleador.

Temporada 2002-03
- Tercero de Liga Nacional de División de Honor.
- Sexto en el Campeonato de Europa de Kranj.
- Semifinalista de la Copa LEN.
- Campeón Supercopa de España 2002.

Temporada 2003-04
- Subcampeón de Liga Nacional de División de Honor.

Como jugador del Club Natació Atlètic-Barceloneta
Temporada 2004-05
- Subcampeón de Liga Nacional de División de Honor.
- Campeón Supercopa de España 2004.
- Medalla de Oro en los Juegos del Mediterráneo de Almería.
- Quinto en el Campeonato del Mundo de Montreal.

Temporada 2005-06
- Campeón de Liga Nacional de División de Honor y máximo goleador.
- Campeón de la Copa del Rey.
- Medalla de Plata en la Liga Mundial de Atenas.
- Medalla de Bronce en la Copa del Mundo FINA de Budapest.
- Medalla de Bronce en el Campeonato de Europa de Belgrado.

Temporada 2006-07
- Campeón de Liga Nacional de División de Honor.
- Campeón de la Copa del Rey y mejor jugador y máximo goleador.
- Campeón Supercopa de España 2006.
- Medalla de Bronce en el Campeonato del Mundo de Melbourne.

Temporada 2007-08
- Campeón de Liga Nacional de División de Honor.
- Campeón de la Copa del Rey.
- Campeón Supercopa de España 2007.
- Quinto en los Juegos Olímpicos de Pekín.
- Sexto en el Campeonato de Europa de Màlaga.

Temporada 2008-09
- Campeón de Liga Nacional de División de Honor.
- Campeón de la Copa del Rey.
- Campeón Supercopa de España 2008.
- Medalla de Plata en el Campeonato del Mundo de Roma.
- Medalla de Plata en los Juegos del Mediterráneo de Pescara.
- Medalla de Bronce en la Liga Mundial de Montenegro.

Temporada 2009-10
- Campeón de Liga Nacional de División de Honor y mejor jugador.
- Campeón de la Copa del Rey.
- Campeón Supercopa de España 2009.
- Medalla de Bronce en la Copa del Mundo FINA de Oradea.

Temporada 2010-11
- Campeón de Liga Nacional de División de Honor.
- Subcampeón de la Copa del Rey y máximo goleador.
- Campeón Supercopa de España 2010 y mejor jugador.
- Quinto en el Campeonato del Mundo de Shanghái.

Temporada 2011-12
- Campeón de Liga Nacional de División de Honor.
- Subcampeón de la Copa del Rey.
- Campeón Supercopa de España 2011.
- Sexto en los Juegos Olímpicos de Londres.
- Medalla de Plata en la Liga Mundial de Almaty.

•	Séptimo en el Campeonato de Europa de Eindhoven.
Como jugador del Club Natació Sabadell
Temporada 2012-13
- Subcampeón de Liga Nacional de División de Honor.
- Campeón Supercopa de España 2012 y mejor jugador.
- Quinto en el Campeonato del Mundo de Barcelona.
- Medalla de Plata en los Juegos del Mediterráneo de Merzin.
- Participación en la Liga Mundial (Fase Preliminar).